# 飛石連休
飛石連休（とびいしれんきゅう、飛び石連休とも）とは、休日が平日を挟んで並ぶこと。

## 概要
日本庭園などの「飛石」が語源。
5月3日（憲法記念日）と5月5日（こどもの日）を国民の祝日とする国民の祝日に関する法律（祝日法）が1948年7月に制定され、5月3日と5月5日の2つの祝日の間に、5月4日（普通の日）が挟まれたことから、5月の3日、4日、5日は飛石連休と呼ばれるようになった。4月29日の天皇誕生日（後のみどりの日・昭和の日）と5月1日のメーデーなども含めて飛石連休とすることもあった。
飛石連休という言葉は4月29日から5月5日までのゴールデンウィークの期間に対して使われることが多かったが、それ以外でも国民の祝日が火曜日または週休2日制が普及する以前の金曜日に当たるときは日曜日を含めて飛石連休と呼ばれることがあった。
その後、1973年4月の祝日法改正で振替休日が制定され、2連休や3連休が増えることになった。また、1985年12月の祝日法改正で国民の休日が制定されたことにより翌年の1986年から5月4日も休日となり、以後ゴールデンウィークには必ず3連休以上が保証されることになった。またゴールデンウィーク以外の飛石連休についても、ハッピーマンデー制度により2000年と2003年に一部の祝日を月曜日に移したために減少した。また、根本的な連休増加政策である週休二日制が普及し、公立学校においても学校週5日制が実施されるようになったため、21世紀に入ると飛石連休という言葉はあまり聞かれなくなった。

## 飛び石連休の例
この表では、赤で示された曜日は日曜日および国民の祝日、振替休日（1973年以降）を表し、ピンクで示された曜日は平日のメーデーを表す。
| 年     | 4月 | 4月 | 4月 | 4月 | 5月 | 5月 | 5月 | 5月 | 5月 | 5月 | 5月 |
| 年     | 27  | 28  | 29  | 30  | 1   | 2   | 3   | 4   | 5   | 6   | 7   |
| ------ | --- | --- | --- | --- | --- | --- | --- | --- | --- | --- | --- |
| 1949年 | 水  | 木  | 金  | 土  | 日  | 月  | 火  | 水  | 木  | 金  | 土  |
| 1950年 | 木  | 金  | 土  | 日  | 月  | 火  | 水  | 木  | 金  | 土  | 日  |
| 1951年 | 金  | 土  | 日  | 月  | 火  | 水  | 木  | 金  | 土  | 日  | 月  |
| 1952年 | 日  | 月  | 火  | 水  | 木  | 金  | 土  | 日  | 月  | 火  | 水  |
| 1953年 | 月  | 火  | 水  | 木  | 金  | 土  | 日  | 月  | 火  | 水  | 木  |
| 1954年 | 火  | 水  | 木  | 金  | 土  | 日  | 月  | 火  | 水  | 木  | 金  |
| 1955年 | 水  | 木  | 金  | 土  | 日  | 月  | 火  | 水  | 木  | 金  | 土  |
| 1956年 | 金  | 土  | 日  | 月  | 火  | 水  | 木  | 金  | 土  | 日  | 月  |
| 1957年 | 土  | 日  | 月  | 火  | 水  | 木  | 金  | 土  | 日  | 月  | 火  |
| 1958年 | 日  | 月  | 火  | 水  | 木  | 金  | 土  | 日  | 月  | 火  | 水  |
| 1959年 | 月  | 火  | 水  | 木  | 金  | 土  | 日  | 月  | 火  | 水  | 木  |
| 1960年 | 火  | 木  | 金  | 土  | 日  | 月  | 火  | 水  | 木  | 金  | 土  |
| 1961年 | 木  | 金  | 土  | 日  | 月  | 火  | 水  | 木  | 金  | 土  | 日  |
| 1962年 | 金  | 土  | 日  | 月  | 火  | 水  | 木  | 金  | 土  | 日  | 月  |
| 1963年 | 土  | 日  | 月  | 火  | 水  | 木  | 金  | 土  | 日  | 月  | 火  |
| 1964年 | 月  | 火  | 水  | 木  | 金  | 土  | 日  | 月  | 火  | 水  | 木  |
| 1965年 | 火  | 水  | 木  | 金  | 土  | 日  | 月  | 火  | 水  | 木  | 金  |
| 1966年 | 水  | 木  | 金  | 土  | 日  | 月  | 火  | 水  | 木  | 金  | 土  |
| 1967年 | 木  | 金  | 土  | 日  | 月  | 火  | 水  | 木  | 金  | 土  | 日  |
| 1968年 | 土  | 日  | 月  | 火  | 水  | 木  | 金  | 土  | 日  | 月  | 火  |
| 1969年 | 日  | 月  | 火  | 水  | 木  | 金  | 土  | 日  | 月  | 火  | 水  |
| 1970年 | 月  | 火  | 水  | 木  | 金  | 土  | 日  | 月  | 火  | 水  | 木  |
| 1971年 | 火  | 水  | 木  | 金  | 土  | 日  | 月  | 火  | 水  | 木  | 金  |
| 1972年 | 木  | 金  | 土  | 日  | 月  | 火  | 水  | 木  | 金  | 土  | 日  |
| 1973年 | 金  | 土  | 日  | 月  | 火  | 水  | 木  | 金  | 土  | 日  | 月  |
| 1974年 | 土  | 日  | 月  | 火  | 水  | 木  | 金  | 土  | 日  | 月  | 火  |
| 1975年 | 日  | 月  | 火  | 水  | 木  | 金  | 土  | 日  | 月  | 火  | 水  |
| 1976年 | 月  | 水  | 木  | 金  | 土  | 日  | 月  | 火  | 水  | 木  | 金  |
| 1977年 | 水  | 木  | 金  | 土  | 日  | 月  | 火  | 水  | 木  | 金  | 土  |
| 1978年 | 木  | 金  | 土  | 日  | 月  | 火  | 水  | 木  | 金  | 土  | 日  |
| 1979年 | 金  | 土  | 日  | 月  | 火  | 水  | 木  | 金  | 土  | 日  | 月  |
| 1980年 | 日  | 月  | 火  | 水  | 木  | 金  | 土  | 日  | 月  | 火  | 水  |
| 1981年 | 月  | 火  | 水  | 木  | 金  | 土  | 日  | 月  | 火  | 水  | 木  |
| 1982年 | 火  | 水  | 木  | 金  | 土  | 日  | 月  | 火  | 水  | 木  | 金  |
| 1983年 | 水  | 木  | 金  | 土  | 日  | 月  | 火  | 水  | 木  | 金  | 土  |
| 1984年 | 金  | 土  | 日  | 月  | 火  | 水  | 木  | 金  | 土  | 日  | 月  |
| 1985年 | 土  | 日  | 月  | 火  | 水  | 木  | 金  | 土  | 日  | 月  | 火  |
| 年     | 4月 | 4月 | 4月 | 4月 | 5月 | 5月 | 5月 | 5月 | 5月 | 5月 | 5月 |
| 年     | 27  | 28  | 29  | 30  | 1   | 2   | 3   | 4   | 5   | 6   | 7   |